# Résidence Kennedy
Der Tour Kennedy (deutsch Kennedy-Turm), offiziell Résidence Kennedy, ist ein Wohnturm in der belgischen Stadt Lüttich, die Hauptstadt der gleichnamigen Provinz. Das Gebäude liegt an der Maas und befindet sich in unmittelbarer Nähe zur Innenstadt. Direkt neben dem Turm befindet sich die ebenfalls nach John F. Kennedy benannte Brücke Pont Kennedy an dem Quai Paul van Hoegaerden 2.
Das Gebäude hat eine Höhe von 84,43 Metern, die sich auf 27 Etagen verteilen. Es wurde 1970 fertiggestellt und ist somit eines der ersten Gebäude die in Belgien die 80 Metermarke überschreiten konnten. Zur Zeit der Fertigstellung war es das höchste Gebäude in Lüttich und der wallonischen Region. Derzeit ist es nach dem Tour Atlas der zweithöchste Wohnturm in Lüttich und zählt des Weiteren zu den höchsten Gebäuden der Stadt und des Landes.
Der Turm dient ausschließlich als Wohnturm.